# Télécommunications en Chine
 (octobre 2024).
Si vous disposez d'ouvrages ou d'articles de référence ou si vous connaissez des sites web de qualité traitant du thème abordé ici, merci de compléter l'article en donnant les références utiles à sa vérifiabilité et en les liant à la section « Notes et références ».
Le secteur des télécommunications en Chine est dominé par trois entreprises d'État : China Telecom, China Unicom et China Mobile. Ces trois entreprises sont issues d'une restructuration lancée en mai 2008, sous la direction du ministère de l'Industrie de l'information (MII), de la Commission nationale du développement et de la réforme (NDRC) et du ministre des Finances. Depuis lors, les trois sociétés ont obtenu des licences de télécommunications fixes et mobiles cellulaires à l'échelle nationale en Chine. En 2019, les trois opérateurs télécoms ont obtenu des licences nationales 5G.
À la suite de l'entrée de la Chine dans l'Organisation mondiale du commerce (OMC) en 2001, un nouveau régime réglementaire a été établi et les entreprises étrangères ont été autorisées à accéder au marché sous réserve de restrictions.
En 2012, Huawei Technologies a dépassé le suédois Ericsson pour devenir le plus grand fournisseur d'équipements de télécommunications au monde. La même année, la Chine comptait plus de 284,3 millions d'abonnés au téléphone fixe et 1,01 milliard d'abonnés au téléphone mobile. En 2021, la Chine compte plus de 989 millions d'utilisateurs d'Internet et environ 1,62 milliard d'abonnements à la téléphonie mobile, et le chiffre d'affaires mensuel du secteur des télécommunications dépasse 100 milliards de yuans (15,52 milliards de dollars).
À partir de 2021, la Chine est le seul pays connu pour travailler à un réseau IPv6 à pile unique. En 2017, le pays a annoncé qu'il prévoyait de prendre la tête de l'adoption de l'IPV6 au niveau mondial d'ici 2025 et de procéder à un déploiement national complet d'ici 2030. Les experts estiment qu'un tel plan visant à adopter largement l'IPv6 pour l'infrastructure Internet du pays peut aider la Chine à accroître son leadership dans la 5G et l'Internet des objets dans de multiples industries variées.

## Introduction
Le taux de croissance du secteur chinois des télécommunications a été d'environ 20% entre 1997 et 2002. Les opérateurs chinois de téléphonie fixe et mobile ont investi en moyenne 25 milliards de dollars dans les infrastructures de réseau au cours des dernières années, soit plus que tous les opérateurs d'Europe occidentale réunis. En conséquence, avec 1,3 milliard de citoyens, la Chine possède le plus grand réseau fixe et mobile du monde, tant en termes de capacité de réseau que de nombre d'abonnés.
L'adhésion de la Chine à l'Organisation mondiale du commerce (OMC), le 11 décembre 2001, a entraîné l'ouverture progressive du marché des services de télécommunications aux entreprises étrangères.

## Aperçu historique
Avant 1994, le ministère des Postes et Télécommunications (MTP) fournissait des services de télécommunications par l'intermédiaire de son bras opérationnel, China Telecom. Sous la pression d'autres ministères et de clients dissidents, le gouvernement chinois a officiellement lancé les réformes du secteur des télécommunications en 1994 en introduisant un nouveau concurrent : China Unicom. China Unicom pouvait difficilement rivaliser avec le géant China Telecom.
En 1998, à la suite d'une réorganisation ministérielle, le MTP a été remplacé par le nouveau ministère de l'industrie de l'information (MII). Le MII a pris deux mesures de remaniement à grande échelle visant le monopole d'État inefficace.
En 1999, la première restructuration a divisé l'activité de China Telecom en trois parties (ligne fixe, mobile et satellite). China Mobile et China Satcom ont été créées pour gérer, respectivement, les secteurs de la téléphonie mobile et des satellites, mais China Telecom est restée en situation de monopole pour les services de téléphonie fixe.
La deuxième restructuration en 2002 a divisé China Telecom géographiquement entre le nord et le sud : China Telecom - Nord a conservé 30% des ressources du réseau et a formé China Netcom (CNC) et 70% des ressources ont été conservées par China Telecom - Sud ou simplement la nouvelle China Telecom. Parallèlement à cette double fission, la division des télécommunications du ministère des chemins de fer (MOR) a créé un nouvel acteur en 2000 : China TieTong.
Ces ressources consistaient en un réseau optique national de 2 200 000 km de long, basé sur les technologies ATM (Asynchronous Transfer Mode), SDH (Synchronous Digital Hierarchy) et DWDM (Dense Wavelength Division Multiplexing) et plusieurs câbles sous-marins, notamment avec les Etats-Unis, le Japon, l'Allemagne et la Russie.
En résumé, l'industrie chinoise des télécommunications est passée d'une structure monopolistique gérée par l'État à une structure oligopolistique gérée par l'État.
En mai 2008, le MII, la NDRC et le ministre des Finances ont annoncé la troisième proposition de restructuration et ont également lancé trois licences 3G. Avec le développement rapide et la forte concurrence, les opérateurs de télécommunications chinois sont confrontés à la diminution du nombre d'utilisateurs de lignes fixes, à la croissance trop rapide des activités mobiles, à la faible rentabilité des services et aux écarts importants entre les opérateurs. La troisième révolution a consisté à regrouper les six principaux opérateurs de télécommunications en trois, afin de développer les activités 3G et les services de télécommunications complets, et d'éviter les monopoles et la concurrence excessive.

## Environnement réglementaire
Le MII est responsable, entre autres, de l'élaboration des règlements, de l'allocation des ressources, de l'octroi des licences, de la supervision de la concurrence, de la promotion de la recherche et du développement et de la qualité des services ainsi que de l'élaboration des tarifs. Le MII a mis en place un système de réglementation à l'échelle nationale composé d'administrations provinciales des télécommunications (PTA) ayant des fonctions de réglementation dans leurs provinces respectives. Un certain nombre d'autres institutions importantes influencent également le secteur, comme la Commission d'État pour le développement et la réforme (SDRC).
À la suite de son adhésion à l'OMC, la Chine commence à faire des projets, notamment l'adoption d'une loi sur les télécommunications de style occidental et la mise en place d'un organisme de réglementation et d'arbitrage indépendant pour traiter avec les opérateurs de télécommunications.
Depuis 2014, l'administration du cyberespace de la Chine est chargée de définir la politique et le cadre réglementaire du contenu utilisateur généré dans le cadre d'activités sociales en ligne sur les portails Internet.

## Participation étrangère
Avant son adhésion à l'OMC en 2001, la Chine protégeait son industrie nationale émergente des télécommunications, qui était et est toujours considérée comme un secteur national prioritaire. Seuls les fournisseurs d'équipements étrangers étaient autorisés à investir en Chine. L'autorisation des investissements était conditionnée au transfert de technologie. L'accès au marché était interdit aux opérateurs de télécommunications internationaux.
Dans le cadre de ses engagements envers l'OMC, le gouvernement chinois ouvre progressivement le marché des opérateurs aux investisseurs étrangers. Cette ouverture est soumise à certaines limites géographiques qui seront progressivement assouplies. En 2005, les investisseurs étrangers ont été autorisés à former des coentreprises, en investissant jusqu'à 50% dans les services Internet dans l'ensemble du pays, jusqu'à 49% dans le secteur de la téléphonie mobile dans 17 grandes villes chinoises, et jusqu'à 25% dans les services fixes de base à Pékin, Shanghai et Guangzhou (Canton). Trouver un partenaire chinois avec lequel former une coentreprise, de préférence un grand opérateur, est obligatoire pour une entreprise étrangère qui souhaite accéder au marché chinois.
Les investissements étrangers proviennent, par ordre d'importance, des États-Unis, du Canada, de la Suède, de la Finlande, de l'Allemagne, de la France, du Japon et de la Corée du Sud. De nombreuses entreprises de ces pays ont créé une ou plusieurs coentreprises, qui n'ont pas toutes été couronnées de succès.

## Aperçu du marché
En mars 2012, la Chine comptait 284,3 millions d'abonnés au téléphone fixe et 1,01 milliard de clients mobiles. Les opérateurs télécoms chinois concentrent leurs efforts sur la voix. Les revenus issus des données ne représentent que 5 %. De nouvelles technologies sont déployées pour fournir des services différenciés. Il s'agit notamment de l'ADSL, de la technologie LAN sans fil, de la téléphonie IP (Internet Protocol) et des services associés aux communications mobiles tels que le service de messagerie courte (SMS), le service de messagerie multimédia (MMS), le téléchargement de sonneries, etc. La connectivité SMS premium permet aux entrepreneurs et aux entreprises établies de bénéficier de revenus prélevés directement sur la facture mensuelle de téléphone ou le crédit prépayé des utilisateurs. L'une des premières entreprises à proposer cette connectivité SMS Premium chinoise sur le marché mondial et à donner des conseils sur les réglementations et les exigences en la matière est mobile. Les opérateurs chinois sont souvent prudents dans l'achat de technologies de pointe. La communication mobile, en particulier le Global System for Mobile (GSM), est le sous-secteur le plus rentable et représente 46 % de l'ensemble des revenus.
À mi-chemin entre le mobile et le fixe, le Xiaolingtong est un service de mobilité limitée basé sur la technologie Personal Access System (PAS)/Personal Handy Phone System (PHS). Il consiste en une boucle locale sans fil qui donne accès au réseau fixe. Avec plus de 50 millions d'utilisateurs, le PAS/PHS est en concurrence directe avec les services mobiles traditionnels dans les grandes villes, car les prix sont généralement beaucoup moins élevés.
En 2020, la Chine atteint 100 millions d'abonnés 5G, soit environ 10% des abonnés mobiles.

## Opérateurs de télécommunications
Depuis 2009, les opérateurs de télécommunications en Chine sont exclusivement chinois : deux opérateurs de téléphonie fixe avec des licences nationales - China Telecom et China Unicom, trois opérateurs mobiles - China Telecom (CDMA et CDMA2000), China Mobile (GSM et TD-SCDMA) et China Unicom (GSM et WCDMA). L'État a le contrôle et la propriété majoritaire de tous ces opérateurs. La plupart d'entre elles sont financées à Hong Kong.
China Telecom est l'une des plus grandes entreprises publiques de télécommunications de Chine, comprenant 31 entreprises provinciales semi-autonomes en Chine continentale. Elle gère des réseaux de téléphonie fixe et mobile, exploite un système PAS et fournit des services de voix, de données, de multimédia et d'information basés sur les réseaux de télécommunications. En 2008, la société a acquis le réseau CDMA de China Unicom. Un deuxième point d'intérêt est un haut débit basé sur Ethernet et ADSL. En janvier 2009, China Telcom était l'une des trois entreprises possédant une licence 3G, CDMA2000.
China Mobile exploite des services GSM de base et des services à valeur ajoutée tels que le transfert de données General Packet Radio Service (GPRS), un réseau TD-SCDMA 3G, la téléphonie IP et le multimédia. Elle se classe au premier rang mondial en termes de taille de réseau et de base de clientèle.
China Unicom a fusionné avec China Netcom en octobre 2008 et a obtenu une licence WCDMA en janvier 2009. L'entreprise offre des services de téléphonie mobile, exploite des réseaux fixes nationaux et internationaux et fournit des services multimédias à large bande, la téléphonie IP et des services à valeur ajoutée.
China Netcom a été rachetée par China Unicom en octobre 2008.
China Satcom a obtenu une licence lui permettant d'offrir toutes sortes de services liés aux satellites, tels que la location de répéteurs, la télédiffusion nationale, les communications publiques par terminal à très petite ouverture (VSAT), la vidéoconférence, la diffusion de données, la téléphonie IP et l'accès Internet à haut débit par satellite[16]. En mars 2009, la société a annoncé que ses services téléphoniques de base (à l'exception de la location et de la vente de répéteurs de satellites) étaient fusionnés avec China Telecom. Le reste des actifs, y compris la société, serait acquis par China Aerospace Science and Technology Corporation.
China TieTong, anciennement affilié au réseau ferroviaire national, est un opérateur plus petit qui a fusionné avec China Mobile en mai 2008.
China Voice Holdings Corp est également autorisée à se lancer dans la vidéoconférence, la diffusion de données, la téléphonie IP et l'accès à l'Internet à haut débit par satellite. C'est la plus grande société en conjonction avec les sociétés étrangères qui détiennent de nombreux contrats d'État pour le gouvernement chinois.(fin)

## Les fournisseurs d'équipements de réseau en Chine
Les principaux fournisseurs internationaux d'équipements de réseau - Alcatel-Lucent, Cisco, Ericsson, Huawei, Nortel et Siemens - ainsi que les principaux fournisseurs internationaux de téléphones portables - Ericsson, Motorola, Nokia, Samsung et également Siemens - sont bien connus en Chine.
Un grand nombre d'entreprises chinoises sont désormais en concurrence avec des sociétés étrangères, non seulement sur le marché chinois mais aussi dans d'autres pays. Datang est le principal fabricant de TD-SCDMA, et UTStarcom est le principal fabricant de PAS/PHS. Huawei domine le marché des SMS et Great Wall se distingue dans le secteur de la large bande. Les autres fournisseurs d'équipements chinois reconnus sont Nokia Shanghai Bell et Zhongxing Telecommunications Equipment (ZTE). Par ailleurs, Amoi, Konka Group, Ningbo Bird et Kegan sont les fabricants chinois de téléphones mobiles les plus représentatifs.

## Jeux en ligne et mobiles
Les opérateurs de télécommunications fixes chinois travailleront avec leurs partenaires commerciaux, les opérateurs de jeux en ligne et les ISP/ICP, pour fournir des jeux en ligne et des jeux mobiles en 2005. Cela peut représenter un marché de plusieurs milliards de dollars américains. Les développeurs de jeux en ligne/jeux mobiles travaillent directement avec les opérateurs de télécommunications ou travaillent avec les opérateurs de jeux et les ISP/ICP pour commercialiser leurs jeux en Chine.

## Réseau local sans fil
Les opérateurs de télécommunications fixes chinois, China Telecom, China Netcom et China Tie Tong (anciennement China Railcom), pourraient accroître leurs efforts pour construire des réseaux LAN sans fil afin de fournir à leurs clients un accès sans fil rapide et facile à Internet. Les opérateurs de télécommunications fixes continueront à promouvoir l'ADSL et d'autres technologies d'accès à large bande en Chine.

## Système de sécurité publique
Avec la prise de conscience croissante de l'importance de la capacité du gouvernement à faire face aux situations critiques, la demande de systèmes d'intervention d'urgence ne cesse de croître en Chine. Sans une organisation comme la National Emergency Number Association (NENA) aux États-Unis, la Chine n'a pas encore développé de norme technique nationale pour son système d'intervention d'urgence. Les grandes villes chinoises économiquement prospères comme Pékin, Tianjin, Nanning et Chengdu ont commencé à construire des réseaux de sécurité publique en introduisant des systèmes de liaison numérique basés sur TETRA qui s'intègrent à leurs systèmes analogiques existants. D'autres villes chinoises ont suivi en 2005. Des logiciels de base de données, des consoles d'interopérabilité et des systèmes de gestion des données ont été développés.

L'Internet des objets (IoT) est de plus en plus utilisé pour installer des systèmes intelligents sans fil de détection d'incendie, de fumée et de gaz dans tout le pays. China Mobile a installé plus de 100 000 systèmes d'alarme incendie intelligents NB-IoT, comprenant des capteurs de fumée, de gaz et de température, et des alarmes incendie dans tout le pays.

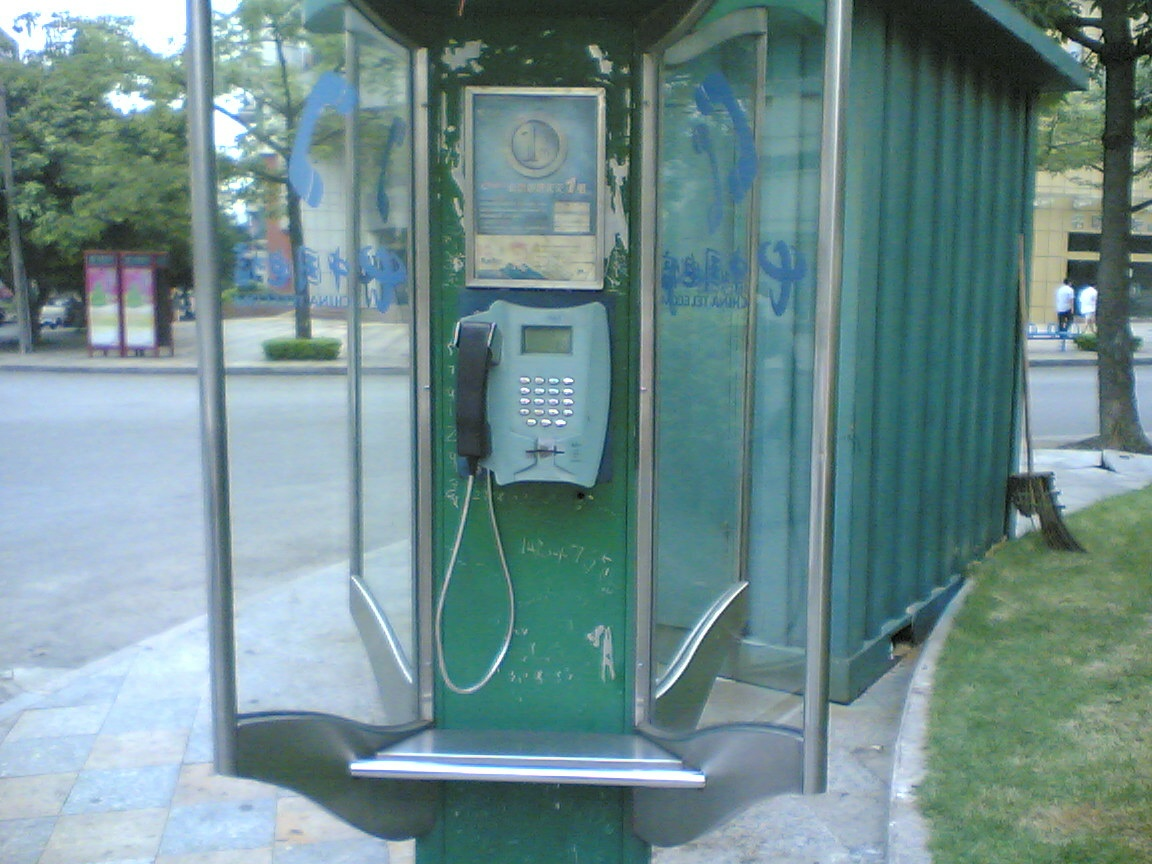
Cabine téléphonique à Shenzhen en 2005